# Mihovil Nakić
Mihovil Nakić fue un jugador de baloncesto croata nacido el 31 de julio de 1955 en Dernis, RFS Yugoslavia. Consiguió 3 medallas en competiciones internacionales con Yugoslavia. 

## Clubes
- KK Zrinjevac (1973-1976)
- Cibona Zagreb (1977-1987)
- A.P.U. Udine (1987-1988)
- Cibona Zagreb (1988-1989)

## Palmarés
- Liga de Yugoslavia: 3

Cibona de Zagreb: 1981-82, 1983-84, 1984-85
- Copa de Yugoslavia: 6

Cibona de Zagreb: 1980, 1981, 1982, 1983, 1985, 1986
- Euroliga: 2

Cibona de Zagreb:  1985, 1986.
- Recopa: 2

Cibona: 1982, 1987